# Associés contre le crime (série télévisée, 2015)
Pour les articles homonymes, voir Associés contre le crime.
Cet article concerne la série télévisée de 2015. Pour la série télévisée de 1983, voir Associés contre le crime (série télévisée, 1983).
Associés contre le crime (Partners in Crime) est une mini-série britannique en six épisodes diffusée depuis du 26 juillet 2015 au 30 août 2015 sur BBC One. Elle met en scène les personnages de Tommy et Tuppence Beresford créés par Agatha Christie.
En France, la série sera diffusée à partir du 30 avril 2016 sur C8.
La série est produite à l'occasion du 125e anniversaire de la naissance d'Agatha Christie.

## Synopsis
Tommy et Tuppence Beresford forment un couple de détectives privés menant l'enquête dans les années 1950, en pleine guerre froide.

## Distribution

### Acteurs principaux
- David Walliams : Tommy Beresford
- Jessica Raine : Tuppence Beresford
- James Fleet : Major Anthony Carter
- Matthew Steer (en) : Albert Pemberton

### Invités
- Clarke Peters : Julius Hersheimmer (épisodes 1-3)
- Alice Krige : Rita Vandemeyer (épisodes 1-2)
- Camilla Marie Beeput (en) : Jane Finn (épisodes 1-3)
- Paul Brennen : Lucky (épisodes 1-3)
- Jonathan Phillips : Whittington (épisodes 1-3)
- Madeline Appiah : Annette (épisodes 1-3)
- Robert Whitelock : Conrad (épisodes 1-2)
- Andrew Havill : James Peel (épisodes 2-3)
- Edward Speleers : Carl Denim (épisodes 4-6)
- Roy Marsden : Commandant Haydock (épisodes 4-6)
- Alyy Khan (en) : Major Khan (épisodes 4-5)
- Danny Lee Wynter (en) : Gilbert Worthing (épisodes 4-6)
- Christina Cole : Mlle Sprot (épisodes 4-6)
- Aoife McMahon : Sheila Perenna (épisodes 4-6)
- Pinar Ogun : Veronika Urbanowicz (épisodes 4-6)
- Robert Hands (en) : Frederick Minton (épisodes 4-6)
- Issy Van Randwyck (en) : Elizabeth Minton (épisodes 4-6)
- Tam Williams : Harrison (épisodes 4-6)
- Hannah Waddingham : La meurtrière blonde (épisodes 4-6)

## Production

### Développement
À la suite du rachat des droits d'adaptation d'Agatha Christie par la BBC, Ben Stephenson et Charlotte Moore annoncent le 28 février 2014 la mise en production prochaine de deux mini-séries à l'occasion du 125e anniversaire de la naissance de la romancière : Partners in Crime et And Then There Were None.
La série Partners in Crime en six épisodes est produite par Endor Productions en association avec Acorn Productions pour une diffusion autour de Noël 2015 sur BBC One. Elle met en scène les personnages de Tommy et Tuppence Beresford dans les années 1950. Les trois premiers épisodes sont adaptés de Mr Brown (The Secret Adversary) par Zinnie Harris, et les trois derniers sont adaptés de N. ou M. ? (N or M.) par Claire Wilson,.
Lors de l'annonce, David Walliams est confirmé dans le rôle de Tommy Beresford. En septembre 2014, on apprend que le rôle de Tuppence Beresford est attribué à Jessica Raine, et que la série est réalisée par Edward Hall. Les producteurs exécutifs sont Hilary Bevan Jones, David Walliams, Hilary Strong, Mathew Prichard et Matthew Read.
Le 12 avril 2016, la chaîne D8 annonce la diffusion de la série en France à partir du 30 avril sous le titre Les Petits Crimes d'Agatha Christie. Le titre est quasi identique à celui de la série Les Petits Meurtres d'Agatha Christie de France 2, ce qui ne manque pas de mettre en colère sa productrice. Cette dernière accuse D8 de vouloir profiter de la notoriété de la série française et la menace de procès. La chaîne change donc le titre en Associés contre le crime,, reprenant le titre d'un des recueils de nouvelles mettant en scène Tommy et Tuppence Beresford.

### Tournage

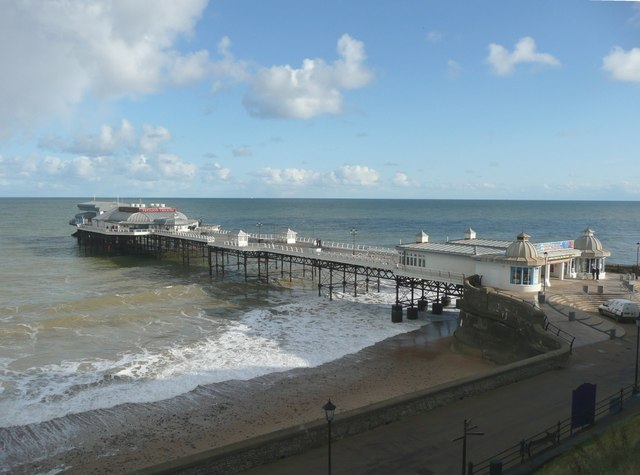
Jetée de Cromer

Fin septembre 2014, l'équipe est en tournage dans Londres avec les deux acteurs principaux. En novembre, le tournage se poursuit à la mairie ainsi que sur la jetée de Cromer, dans le comté de Norfolk en Angleterre. Le même mois, la production tourne dans le centre de Londres. Un incident intervient le 23 novembre 2014 lorsque la fumée utilisée pour recréer une certaine atmosphère dans les rues de la capitale activa les détecteurs de fumée des immeubles voisins, et déclenchant donc l'intervention des pompiers.

### Fiche technique
Sauf indication contraire, les informations mentionnées dans cette section peuvent être confirmées par la base de données cinématographiques IMDb,  présente dans la section « Liens externes ».
- Titre original : Partners in Crime
- Titre français : Associés contre le crime[1]
- Réalisation : Edward Hall
- Scénario : Zinnie Harris et Claire Wilson respectivement, d'après les romans Mr Brown et N. ou M. ? d'Agatha Christie
- Direction artistique : Pilar Foy
- Décors : Stevie Herbert
- Costumes : Amy Roberts
- Photographie : David Higgs
- Montage : Jamie Pearson
- Musique : Tim Phillips (en)
- Casting : Suzanne Crowley et Gilly Poole
- Production : Georgina Lowe
- Production exécutive : Hilary Bevan Jones, David Walliams, Hilary Strong, Mathew Prichard et Matthew Read
- Sociétés de production : Endor Productions en association avec Agatha Christie Productions
- Sociétés de distribution (télévision) : BBC One (Royaume-Uni)
- Budget :
- Pays d'origine :  Royaume-Uni
- Langue originale : anglais
- Format : couleur
- Genre : mini-série
- Durée :

### Diffusion internationale
La série a été achetée par plusieurs chaînes à l'international :
- Australie : ABC
- Belgique : VRT (néerlandais)
- Croatie : HRT
- Danemark : DR
- France : D8
- Islande : RÚV
- Japon : NHK
- Norvège : TV 2
- Nouvelle-Zélande : Sky Network Television
- Pologne : Ale Kino+
- Suède : TV4

## Épisodes
1. Mr. Brown (1re Partie) (The Secret Adversary - Part 1)
2. Mr. Brown (2e Partie) (The Secret Adversary - Part 2)
3. Mr. Brown (3e Partie) (The Secret Adversary - Part 3)
4. N ou M ? (1re Partie) (N or M? - Part 1)
5. N ou M ? (2e Partie) (N or M? - Part 2)
6. N ou M ? (3e Partie) (N or M? - Part 3)

## Accueil

### Audiences
Au Royaume-Uni, le premier épisode de la série a été regardé par 7,95 millions de téléspectateurs au bout de 7 jours. Le dernier épisode a été vu par 6,20 millions de téléspectateurs.

### Réception critique
Ellen E Jones, de The Independent, apprécie le soin qu'a apporté la BBC à la reconstitution de l'époque, au-dessus de ce que faisait ITV avec ses séries Hercule Poirot et Miss Marple. Le couple formé par les deux acteurs principaux ressemble à ceux des films d'Alfred Hitchcock mais il manque une certaine tension sexuelle. Les acteurs principaux sont attachants, aidés par un bon casting pour les acteurs secondaires.
Caroline Frost, du Huffington Post, souligne également le manque d'alchimie entre les deux acteurs principaux, mis en lumière par d'impeccables acteurs secondaires. La réalisation est soignée mais souffre d'un certain manque de profondeur et d'un scénario tiré par les cheveux.
En avril 2016, la série détient une note de 6,4/10 sur IMDb sur la base de 954 votes.

## Distinctions
Sauf indication contraire, les informations mentionnées dans cette section peuvent être confirmées par la base de données cinématographiques IMDb,  présente dans la section « Liens externes ».
- Royal Television Society Awards 2015 : Meilleure musique pour Tim Phillips